# GeForce 8

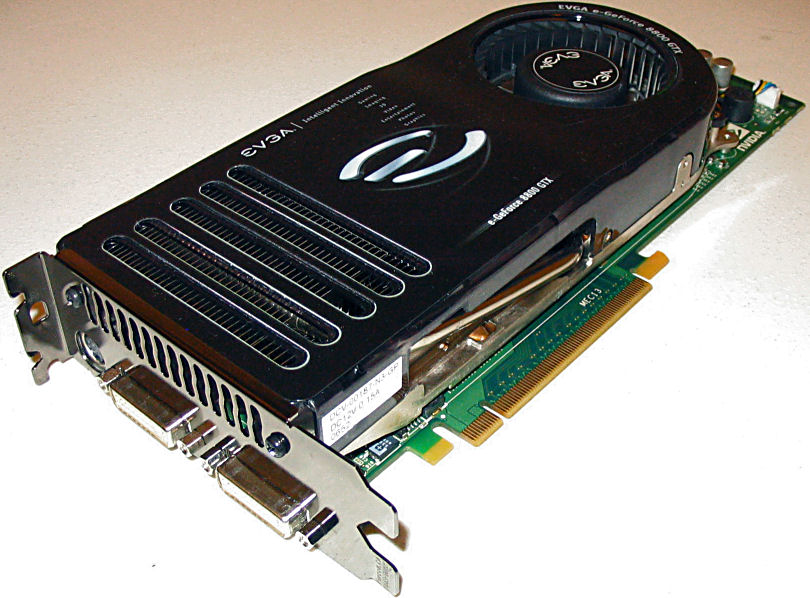
Karta graficzna GeForce 8800 GTX (widok z góry)

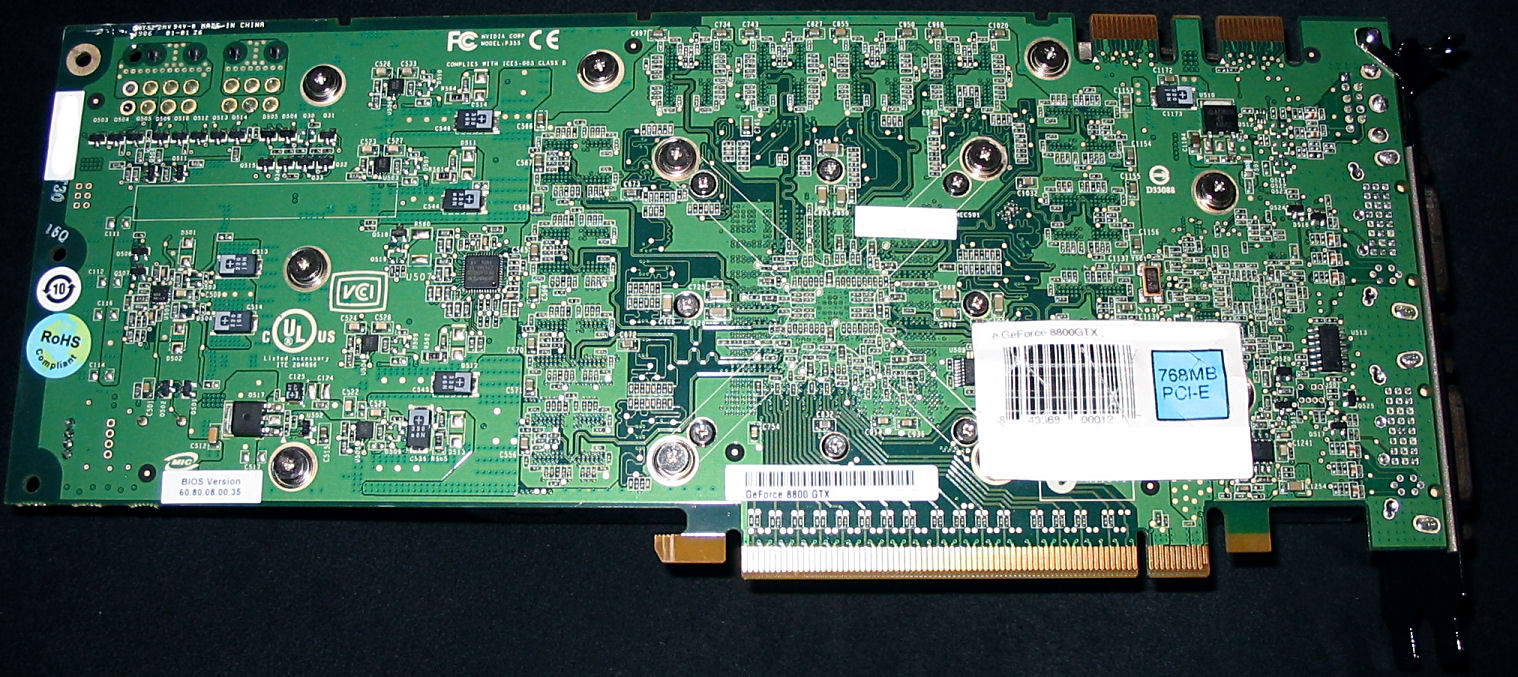
Karta graficzna GeForce 8800 GTX (widok z dołu)

GeForce 8 – pierwsza na świecie rodzina kart graficznych z procesorem graficznym firmy Nvidia, kompatybilnym z DirectX 10.0 wprowadzona na rynek 8 listopada 2006 roku.
Ich głównymi konkurentami są karty firmy ATI Technologies z rodziny Radeon R6xx (seria HD2000 i HD3000).
Ich odpowiednikiem dla komputerów mobilnych jest rodzina GeForce 8M obejmująca wszystkie karty nVidii z numerami 8XXXM. Jest pierwszym następcą rodziny GeForce Go.

## Modele kart GeForce 8
- GeForce 8200
  - GeForce 8200M
  - GeForce 8200M G
- GeForce 8300
  - GeForce 8300 GS
  - GeForce 8300M
- GeForce 8400
  - GeForce 8400 GS
  - GeForce 8400M G
  - GeForce 8400M GT
  - GeForce 8400M GTX
- GeForce 8500
  - GeForce 8500 GT
- GeForce 8600
  - GeForce 8600 GT
  - GeForce 8600 GTS
- GeForce 8800
  - GeForce 8800 GS
  - GeForce 8800 GTS
  - GeForce 8800 GTX
  - GeForce 8800 GT
  - GeForce 8800 GTS 512
  - GeForce 8800 Ultra

## Tabela szczegółowa
| Nazwa        | Nazwa rdzenia | Częstotliwość rdzenia | Częstotliwość shaderów | Częstotliwość pamięci | Rodzaj pamięci | Wielkość pamięci    | Szyna pamięci | Zunifikowane jednostki |
| ------------ | ------------- | --------------------- | ---------------------- | --------------------- | -------------- | ------------------- | ------------- | ---------------------- |
| 8400 GS      | G86/GT218     | 450/520 MHz           | 900 MHz                | 800 MHz               | GDDR2          | 128/256/512/1024 MB | 64-bit        | 16                     |
| 8500 GT      | G86           | 450 MHz               | 900 MHz                | 800 MHz               | GDDR2          | 256/512/1024 MB     | 128-bit       | 16                     |
| 8600 GT      | G84           | 540 MHz               | 1190 MHz               | 1400 MHz              | GDDR2          | 256/512/1024 MB     | 128-bit       | 32                     |
| 8600 GTS     | G84           | 675 MHz               | 1450 MHz               | 2000 MHz              | GDDR3          | 256/512 MB          | 128-bit       | 32                     |
| 8800 GS      | G92           | 575 MHz               | 1375 MHz               | 1700 MHz              | GDDR3          | 384 MB/768 MB       | 192-bit       | 96                     |
| 8800 GTS     | G80           | 500 MHz               | 1200 MHz               | 1600 MHz              | GDDR3          | 320/640 MB          | 320-bit       | 96                     |
| 8800 GT      | G92           | 600 MHz               | 1500 MHz               | 1400/1800 MHz         | GDDR3          | 256/512/1024 MB     | 256-bit       | 112                    |
| 8800 GTS 512 | G92           | 650 MHz               | 1625 MHz               | 1940 MHz              | GDDR3          | 512 MB              | 256-bit       | 128                    |
| 8800 GTX     | G80           | 575 MHz               | 1350 MHz               | 1800 MHz              | GDDR3          | 768 MB              | 384-bit       | 128                    |
| 8800 Ultra   | G80           | 612 MHz               | 1500 MHz               | 2160 MHz              | GDDR3          | 768 MB              | 384-bit       | 128                    |